# Alliance populaire (Turquie)
Pour les articles homonymes, voir Alliance populaire.
Alliance populaire (en turc : Cumhur İttifakı) est une coalition électorale turque née en février 2018 en vue des élections générales turques de 2018 entre le Parti de la justice et du développement (AKP) et le Parti d'action nationaliste (MHP) pour soutenir l'élection de Recep Tayyip Erdoğan à la présidence de la République. Ces deux partis ont été rejoints par le Parti de la grande unité (BBP).
Le Nouveau parti de la prospérité (YRP), le Parti de la cause libre (HP) et le Parti de la gauche démocratique (DSP) ont rejoint la coalition pour les élections législatives turques de 2023.

## Historique
L'alliance a vu le jour à la suite de l'abrogation par la Grande Assemblée nationale de Turquie des dispositions de la loi électorale qui interdisaient la formation de telles alliances.
À l'approche de l'élection présidentielle 2023, la coalition réaffirme son soutien à la candidature du président Recep Tayyip Erdoğan.
À l'approche des élections législatives 2023, le HP et le DSP annoncent se présenter au sein de la liste électorale du AKP tandis que les autres membres de l'alliance annoncent présenter leur propre liste.

## Idéologie
La coalition est une union de plusieurs petits partis de droite et d’extrême droite autour des deux partis de gouvernement, l'AKP et le MHP. Le pilier de l'Alliance populaire est le soutien commun de la candidature du président Recep Tayyip Erdoğan et du régime ultra-présidentialiste qu'il porte. Son ciment idéologique est un national-conservatisme postulant une complémentarité entre la défense de l'islam sunnite et de ses traditions et le nationalisme turc. Elle se pose en opposition aux valeurs du monde occidental et au socialisme.

## Partis politiques membres
| Parti | Parti                                                              | Abr.     | Président            | Idéologie                                  | Sièges au parlement | Position                |
| ----- | ------------------------------------------------------------------ | -------- | -------------------- | ------------------------------------------ | ------------------- | ----------------------- |
|       | Parti de la justice et du développement Adalet ve Kalkınma Partisi | AKP      | Recep Tayyip Erdoğan | National-conservatisme Populisme de droite | 262 / 600           | Droite à extrême droite |
|       | Parti d'action nationaliste Milliyetçi Hareket Partisi             | MHP      | Devlet Bahçeli       | Islamo-nationalisme Néofascisme            | 50 / 600            | Extrême droite          |
|       | Parti de la grande unité Büyük Birlik Partisi                      | BBP      | Mustafa Destici      | Islamo-nationalisme                        | 0 / 600             | Extrême droite          |
|       | Parti de la cause libre Hür Dava Partisi                           | HÜDA PAR | Zekeriya Yapıcıoğlu  | Islamisme Droits des Kurdes                | 3 / 600             | Extrême droite          |
|       | Parti de la gauche démocratique Demokratik Sol Parti               | DSP      | Önder Aksakal        | Social-démocratie Kémalisme                | 1 / 600             | Centre gauche           |

Le Nouveau parti de la prospérité est membre de l’alliance de 2023 à 2024.

## Résultats électoraux

### Élections législatives
| Année | Voix       | %     | Rang | Sièges    | Gouvernement |
| ----- | ---------- | ----- | ---- | --------- | ------------ |
| 2018  | 26 904 024 | 53,66 | 1er  | 344 / 600 | Erdoğan IV   |
| 2023  | 26 934 455 | 49,47 | 1er  | 323 / 600 | Erdoğan V    |

### Élections présidentielles
| Année | Candidat             | Premier tour | Premier tour | Second tour | Second tour | Résultat |
| Année | Candidat             | Voix         | %            | Voix        | %           | Résultat |
| ----- | -------------------- | ------------ | ------------ | ----------- | ----------- | -------- |
| 2018  | Recep Tayyip Erdoğan | 26 325 188   | 52,59        |             |             | Élu      |
| 2023  | Recep Tayyip Erdoğan | 27 088 360   | 49,52        | 27 834 692  | 52,18       | Élu      |